# Кендысь, Томаш
Томаш Кендысь (пол. Tomasz Kiendyś; род. 23 июня 1977, Кросно-Оджаньске, Любушское воеводство) — польский шоссейный велогонщик, выступавший на профессиональном уровне в период 2004—2016 годов. Наибольшего успеха добился в составе польской команды CCC Sprandi Polkowice, с которой выиграл несколько престижных гонок национального и международного значения. Участник трёх чемпионатов мира по шоссейному велоспорту.

## Биография
Томаш Кендысь родился 23 июня 1977 года в городе Цыбинка Любушского воеводства.
В период 2001—2003 годов выступал за команду Mikomax.
Первого серьёзного успеха в шоссейном велоспорте добился в сезоне 2004 года, когда присоединился к команде Knauf Team и побывал на многодневной гонке Szlakiem Grodów Piastowskich, где занял третье место в генеральной классификации. Год спустя одержал победу на польской гонке Szlakiem Walk Majora Hubala, ещё через год занял первое место в общем зачёте Szlakiem Grodów Piastowskich, в том числе финишировал первым на втором этапе, победил на втором этапе гонки Rhône-Alpes Isère Tour во Франции, был лучшим в домашнем заезде Dookoła Mazowsza.
В 2007 году Кендысь перешёл в польскую профессиональную континентальную команду CCC–Polsat–Polkowice, в которой оставался на протяжении всей своей дальнейшей спортивной карьеры. Уже в дебютном сезоне за новый клуб занял второе место в генеральной классификации Flèche du Sud в Люксембурге, в том числе выиграл здесь пролог, стал первым на Szlakiem Grodów Piastowskich и Szlakiem Walk Majora Hubala.
В 2008 году выиграл Мемориал Анджея Трохановского, Гран-при Ясной Горы, шестой этап веломногодневки Dookoła Mazowsza и однодневную гонку Szlakiem Walk Majora Hubala, тогда как на Szlakiem Grodów Piastowskich был в общем зачёте вторым.
В 2009 году добавил в послужной список победы на седьмом этапе Тура Тайваня и пятый этап Тура Марокко, первенствовал в гонке Puchar Ministra Obrony Narodowej, стал вторым на Мемориале Анджея Трохановского и третьим в генеральной классификации Dookoła Mazowsza.
В 2010 году выиграл первый этап и общий зачёт Szlakiem Walk Majora Hubala, финишировал вторым в Гран-при Ясной Горы.
В 2011 и 2012 годах победил на Puchar Ministra Obrony Narodowej и Bałtyk–Karkonosze Tour соответственно. Также выступил на мировом шоссейном первенстве в Нидерландах, где со своей польской командой расположился в итоговом протоколе на 26 строке.
Принимал участие в чемпионате мира по шоссейным велогонкам в Италии, занял в мужской командной гонке на время 21 место. Через год на аналогичных соревнованиях в Испании показал в той же дисциплине 18 результат.
Последний раз показывал сколько-нибудь значимые результаты на международной арене в сезоне 2016 года, когда выиграл третий этап Dookoła Mazowsza, стал вторым на гонке Memorial Grundmanna I Wizowskiego, проехал Тур Катара.